# Janetta Vance
Janetta Vance, född 16 februari 1855, död 15 november 1921, var en brittisk bågskytt. Hon deltog vid olympiska sommarspelen 1908.